# Герр Маннелиг
«Герр Ма́ннелиг» (швед. Herr Mannelig) — средневековая скандинавская народная баллада, наряду с In taberna является одним из самых известных произведений средневековой народной музыки. Впервые записана на шведском языке в коммуне Нючёпинг (Сёдерманланд, Швеция) в 1877 году.
Баллада рассказывает о женщине-тролле, которая была влюблена в рыцаря Маннелига и желала стать человеком. По распространённой в Скандинавии легенде, тролль мог стать человеком, если другой человек полюбит его. Однако, несмотря на все обещанные троллихой волшебные дары, герр Маннелиг отверг её любовь.
У песни есть и сатирический подтекст, поскольку прощание троллихи и рыцаря происходит «ранним утром до восхода солнца», а сама троллиха всю песню умоляет рыцаря жениться на ней, что весьма прозрачно намекает на интимную связь между ними. 
Своей кульминации сатира достигает в ответе рыцаря, который отказывает троллихе на том основании, что та не является христианской девой.
Баллада имеет ряд слабо различающихся между собой вариантов мелодии и переведена на несколько языков, в том числе английский, немецкий, итальянский, русский, белорусский, украинский и т. д.

## Текст песни
Оригинальный текст: (швед.)
Herr Mannelig
Bittida en morgon innan solen upprann
Innan foglarna började sjunga
Bergatroliet friade till fager ungersven
Hon hade en falskeliger tunga
Herr Mannelig herr Mannelig trolofven i mig
För det jag bjuder så gerna
I kunnen väl svara endast ja eller nej
Om i viljen eller ej
Eder vill jag gifva de gångare tolf
Som gå uti rosendelunde
Aldrig har det varit någon sadel uppå dem
Ej heller betsel uti munnen
Eder vill jag gifva de qvarnarna tolf
Som stå mellan Tillö och Ternö
Stenarna de äro af rödaste gull
Och hjulen silfverbeslagna
Eder vill jag gifva förgyllande svärd
Som klingar utaf femton guldringar
Och strida huru I strida vill
Stridplatsen skolen i väl vinna
Eder vill gifva en skjorta så ny
den bästa I lysten att slita
Inte är hon sömnad av nål eller trå
Men virkat av silket det hvita
Sådana gåfvor toge jag väl emot
Om du vore en kristelig qvinna
Men nu så är du det värsta bergatroll
Af Neckens och djävulens stämma
Bergatrollet ut på dörren sprang
Hon rister och jämrar sig svåra
Hade jag fått den fager ungersven
Så hade jag mistat min plåga

Herr Mannelig herr Mannelig trolofven i mig
För det jag bjuder så gerna
I kunnen väl svara endast ja eller nej
Om i viljen eller ej

## Исполнители
Балладу в разное время исполняло и переделывало множество исполнителей, включая (если не пояснено отдельно, то исполнение на оригинальном языке):
- Garmarna
- Ofdrykkja
- Spiritual Seasons
- Satarial
- In Extremo
- SKÁLD
- Haggard (итал.)
- Heimataerde (нем.)
- Litvintroll (бел.)
- Стары Ольса (бел.)
- Green Crow (рус.)
- Тол Мириам (рус.)
- Сколот (рус.)
- Алькасар  (рус.)

Версия баллады в исполнении In Extremo входит в саундтрек компьютерной ролевой игры Gothic (фоновая тема локации «Старый лагерь»).
Группа «Тролль гнёт ель» написала песню «Фру Маннелиг» — вариацию на тему того же сюжета, но о тролле-мужчине и людской женщине.